# Santa Rosa del Sara
Santa Rosa ist eine Kleinstadt im Departamento Santa Cruz im Tiefland des südamerikanischen Anden-Staates Bolivien.

## Lage im Nahraum
Santa Rosa ist der zentrale Ort des Municipios Santa Rosa del Sara in der Provinz Sara. Die Stadt liegt auf einer Höhe von 276 m in den Schwemmlandebenen zwischen Río Piraí und Río Yapacaní.

## Geographie
Santa Rosa liegt östlich der bolivianischen Cordillera Oriental am Westrand des bolivianischen Tieflandes. Das Klima der Region ist das vollhumide Klima der Subtropen mit einem ausgeglichenen Temperaturverlauf im Jahresgang und ebenfalls nur geringen Temperaturschwankungen im Tagesverlauf.
Die mittlere Durchschnittstemperatur der Region liegt bei etwa 24 °C (siehe Klimadiagramm Santa Rosa) und schwankt nur unwesentlich zwischen knapp 21 °C im Juni und Juli und 26 °C von November bis Februar. Der Jahresniederschlag beträgt mehr als 1500 mm, die Regenzeit dauert von Oktober bis März und erreicht Monatswerte von über 250 mm.

## Verkehrsnetz
Santa Rosa del Sara liegt in einer Entfernung von 122 Straßenkilometern nördlich von Santa Cruz, der Hauptstadt des Departamentos.
Von Santa Cruz aus führt die asphaltierte Nationalstraße Ruta 4 über Warnes und Montero nach Portachuelo und von dort aus weiter in westlicher Richtung nach Cochabamba und zur chilenischen Grenze. Zehn Kilometer westlich von Portachuelo zweigt eine unbefestigte Landstraße in nördlicher Richtung von der Ruta 4 ab, die nach 37 Kilometern Santa Rosa erreicht.

## Bevölkerung
Die Einwohnerzahl der Ortschaft ist in den vergangenen beiden Jahrzehnten um zwei Drittel angestiegen:
| Jahr | Einwohner | Quelle       |
| ---- | --------- | ------------ |
| 1992 | 3125      | Volkszählung |
| 2001 | 4119      | Volkszählung |
| 2012 | 5238      | Volkszählung |
| 2024 |           | Volkszählung |

Aufgrund der seit den 1960er Jahren durch die Politik geförderten Zuwanderung indigener Bevölkerung aus dem Altiplano weist die Region einen nicht unerheblichen Anteil an Quechua-Bevölkerung auf, im Municipio Santa Rosa sprechen 28,6 Prozent der Bevölkerung Quechua.